# きらやか銀行
株式会社きらやか銀行（きらやかぎんこう、英:The Kirayaka Bank, Ltd.）は、山形県山形市に本店を置く第二地方銀行。仙台銀行（宮城県仙台市）と経営統合してじもとホールディングス（HD）を構成している。

## 概要
2007年5月7日、きらやかホールディングス傘下の山形しあわせ銀行と殖産銀行が合併し、東北地方最大の第二地方銀行となった。
その後、統合効果の早期実現とグループガバナンス機能の強化など所期の目的が達成できたため、きらやか銀を中心とするグループへの再編を図ることとし、2008年10月1日に子会社きらやか銀を存続会社として親会社きらやかHDを吸収合併した。また、存続会社であるきらやか銀が東京証券取引所（東証）に再上場を申請して東証2部に上場した。
2012年10月1日、株式移転による金融持株会社形式によって仙台銀行と経営統合。じもとホールディングスが設立され、きらやか銀は同社の傘下に入った。
公的資金注入行である(#経営を参照)。

## 経営

### 仙台銀行との経営統合
2010年10月、翌年10月に仙台銀行とともに金融持株会社を設立し、経営統合を目指す方針をあきらかとした。しかし、2011年3月11日の東日本大震災によって、仙台銀が宮城県の復興を最重視するスタンスを明らかにし、中小企業等への金融面での支援さらに、震災に伴う店舗の損壊などを理由に公的資金を導入した。これに伴い、経営統合時期を翌年度中に延期した。
2012年10月1日に金融持株会社・じもとホールディングスを設立し、本社を宮城県仙台市青葉区に所在する仙台銀行ビルの9Fに設置した。同HDの社長には、きらやか銀の粟野頭取が就任した。
株式移転比率は、じもとHD株1株(額面100円)に対しきらやか銀株1株(同100円)、仙台銀株6.5株(同1000円)となりまた両行が発行する優先株についても移転比率は同一となる。

### きらやか銀行誕生にいたる経緯
前身行である山形しあわせ銀行は、山形相互銀行時代の1975年の第一次オンラインシステム稼動時から荘内銀行とエスワイコンピューターサービス（現・富士通山形インフォテクノ）を共同で設立し、委託方式でオンラインを稼動させていた。だが、2003年に荘銀がNTTデータ地銀共同センターへの参加を表明したため、システムの更新が迫る中、単独での運営や投資は困難であると認識し始めていたところ、殖産銀行から日本ユニシス（現・BIPROGY）のアウトソーシングセンターである「東北バンキングシステムズ」への参加を打診された。これが結果的に経営統合・合併への端緒となった。

### 他行との関係
前身である殖産銀行は叶内紀雄元頭取が日本勧業銀行出身であるほか、第一勧業銀行出身者が専務として起用されていた期間があり、また山形しあわせ銀行には、富士銀行出身者が専務として起用されていた期間があるなど両行とも、みずほフィナンシャルグループ（第一勧銀、富士銀を含む金融再編で誕生）と親密な関係にあった。

### 公的資金の注入
2009年9月30日、改正金融強化法に基づいて、きらやか銀の発行する優先株を整理回収機構が引き受ける形で、総額200億円の公的資金の注入を受けた。これにより同行の自己資本比率は、10.5%前後に上昇し、財政基盤は安定するため、厳しさを増す地元中小企業に対して積極的に融資拡大を目指すこととした。
2023年9月1日、きらやか銀の親会社のじもとホールディングスは、公的資金180億円の受け入れを発表した。きらやか銀への出資金に充当する。金融庁が同日、資本参加を決定した。コロナ禍の影響を受けた中小企業に対する金融機関の支援を後押しするため、2020年の改正金融機能強化法で創設された「コロナ特例」に基づく初の公的資金注入となる。

## 沿革
- 2007年（平成19年）
  - 5月7日 - 株式会社殖産銀行が株式会社山形しあわせ銀行を吸収合併、株式会社きらやか銀行に改称。本店を山形市桜町から同市旅籠町へ移転。
  - 12月3日 - 桜町支店に桜町コンサルティングステーションを併設し、平日の窓口時間の延長と土日の窓口・相談業務を開始。
- 2008年（平成20年）
  - 1月 - 51歳から58歳の行員を対象に希望退職者180人を募集、ほぼ予定人数が応募した。
  - 5月12日 - ヒューモススウィング2Fに、泉ローンステーションを設置。
  - 6月16日 - ネット支店である「きらやか銀行ネットきらやかさくらんぼ支店」開設。
  - 9月17日 - 杜せきのした駅近隣に、名取ローンステーションを設置。
  - 10月1日 - きらやかホールディングスを吸収合併。東京証券取引所2部に再上場。
- 2009年（平成21年）
  - 3月18日 - 泉ローンステーションを有人出張所化し、仙台支店泉出張所に改組。窓口での現金取扱を行わない店舗となる。
  - 4月1日 - ICキャッシュカードの取扱開始。
  - 9月30日 - 優先株の発行による200億円の公的資金の注入を受ける。
  - 10月1日 - 有人店のATMでの通帳繰越を順次開始。
  - 12月1日 - 鶴岡信用金庫との、利用箇所を限定とした部分的によるATM相互出金無料提携を開始。
- 2010年（平成22年）
  - 3月1日 - 山形信用金庫との、利用箇所を限定とした部分的によるATM相互出金無料提携を開始。
  - 7月16日 - 東北財務局より業務改善命令を受ける。
- 2012年（平成24年）
  - 5月21日 - 企業再生支援、債権管理、回収に関する業務を担うきらやかターンアラウンド・パートナーズ株式会社を会社分割により設立。
  - 10月1日 - 仙台銀行と金融持株会社じもとホールディングスを設立の上、経営統合。
  - 12月 - 第三者割当増資完了。新資本金227億円。
- 2015年（平成27年）
  - 3月1日 - きらやかターンアラウンド・パートナーズ株式会社を吸収合併。
  - 5月6日 - 勘定系システムをNTTデータ次期共同センターにリプレース。
  - 6月1日 - 山形銀行、鶴岡信用金庫などと共に「山形創生ファンド」を創設[13]。
- 2016年（平成28年）
  - 4月1日 - 昭和リースからきらやかリースの株式を買い戻し、連結子会社化[14][15]。
  - 5月16日 - 合併後初の新規出店である天童南支店を開設[16]。
- 2017年（平成29年）
  - 1月1日 - きらやかキャピタルが商号及び会社の目的事項を変更、きらやかコンサルティング&パートナーズとして発足。
  - 7月10日 - 庄内地方の基幹店舗である鶴岡中央支店を馬場町に新築移転[17]。
  - 9月15日 - 霞城公園内に所在していた山形市野球場の老朽化に伴い、山形市総合スポーツセンター南側に整備された新野球場のネーミングライツを取得。愛称が「きらやかスタジアム」と決まった新球場が同日開場[18][19]。
- 2019年（平成31年/令和元年）- SBI証券との提携に則り、傘下のSBIマネープラザとの共同店舗「きらやか銀行SBIマネープラザ」を山形市の本町支店跡に開設[20]。
- 2020年（令和2年）
  - 1月31日 - 第一勧業信用組合（東京）と連携協定を締結[21]。
  - 3月31日 - 連結子会社のきらやかリースを完全子会社化。
  - 12月1日 - FYネットに荘内銀行を加え、ふるさと山形ネットサービスに改組。21年中にさらに拡充予定[22][23]

- 2021年（令和3年）1月4日 - この日以降に開設された口座から未利用口座手数料の徴収を開始[24]
- 2022年（令和4年）2月10日 - ローソン銀行の「即時口座決済サービス」に参加。これにより、ローソン銀行ATMできらやか銀行の口座から「au PAY」にチャージができるようになる[25][26]。

## 関連会社

### 連結子会社
- きらやかリース株式会社
- きらやかカード株式会社
- きらやかコンサルティング&パートナーズ株式会社
- 山形ビジネスサービス株式会社
- 株式会社JimoTec

## 店舗展開

### 山形県
山形市、鶴岡市では店舗を複数展開するが、米沢市、酒田市、新庄市、天童市、寒河江市などでは店舗の移転集約が進められ、実態店舗は1店舗のみとなった。

### 仙台圏
仙台圏においては、旧しあわせが3店舗、旧殖産は3店舗の展開をしていたが、合併後、統廃合をすることなく6店舗を維持した。
近年は、仙台圏強化に取り組み、2016年11月7日、泉出張所を格上げして泉ローンステーションを併設する仙台泉支店を「セルバテラス」2階に開設。仙台圏での店舗は7店舗となった。2022年9月20日、旧仙台支店跡に完成した7階建てのビルの2、3階に仙台支店がテナントとして入り、リニューアルオープンしている。
しかし、営業体制の見直しで、2024年10月末までに仙台一番町支店、富沢支店、弓ノ町支店、仙台泉支店の各店は順次、仙台支店等に移転集約されることになった。これによって仙台圏での実態店舗は3店舗体制となる。

### 新潟県
新潟県では、旧しあわせが1952年12月に村上市、旧殖産が1953年1月に新発田市に進出し、新潟市にも店舗を構え、合併後も多店舗を維持してきた。だが、合理化のため店舗集約が進められ、2021年6月14日、豊栄支店は新潟支店に移転集約。これにより、県内の実態店舗は3店舗となった。

### 秋田県
秋田県では、秋田市と由利本荘市に店舗を開設していたが、2021年7月12日に秋田支店は本荘支店に移転集約となった。これに伴い、県内での実態店舗は1店舗となった。

### その他地域
福島市、さいたま市、東京都に各1店舗を開設。このうち福島支店以外は、いずれも空中店舗として営業する。

## 法人市場対策
山形大学人文学部、同大地域共同研究センターと連携協力協定を締結しているほか、ヤフーとも業務提携を締結している。また、財団法人民間都市開発推進機構、山形県中小企業家同友会とも業務協力を締結している。

## 情報処理システム

### 勘定系システム
勘定系システムは、存続行である旧殖産が採用していた共同パッケージングシステム・ACROSS21（日本ユニシス（現・BIPROGY）と東北バンキングシステムの共同開発）を採用。旧殖産時代には、国際・情報系システムもACROSS21に含まれていたが、こちらは旧しあわせ銀側のシステム（富士通および富士通山形インフォテクノによる開発）を継承したため、合併と同時に破棄されている。

### インターネットバンキング
旧殖産・旧しあわせともNTTデータのANSER Webを採用していたが、統一金融機関コードの関係上、旧殖産側に片寄せされている。このため、旧しあわせ利用者の一部利用者については、個別に必要な変更が通知されるとしていた。

## イメージキャラクター
2017年5月7日から誕生10周年企画の一環として、サンリオのぼんぼんりぼんをイメージキャラクターに採用した。

## 不祥事

### 着服
2006年4月から2010年3月までの間に顧客から預かった現金を着服したとして、きらやか銀行の元行員を業務上横領容疑で逮捕した。元銀行員は顧客からのべ49人から、集金した現金を、指定された口座に入金しなかった手口であり、だまし取った金額は合計7725万円である。きらやか銀行は3月31日付で元銀行員を懲戒解雇処分とした。
犯行当時、元行員は同市大野目にある同行北営業部の融資渉外課長代理だった。県警の調べに対して「生活費に使うため」などと供述し、集金した現金を着服し、満期を迎えた定期預金の払い戻しを依頼されたかのように装って当銀行の出納係担当者を騙して現金を詐取し、顧客49人から合計70回以上にわたり、7725万円を不正に入手して、着服分を別口座から調達して穴埋めする行為を繰り返した。きらやか銀行の実質的な損害額は約740万円という。
発覚のきっかけは、2010年3月23日に山形市内の女性から「定期預金証書を受け取っていない」との連絡があり、内部調査した結果、元行員の犯行が発覚。同行からの被害相談を受け、山形署は4月8日に被害届を受理し、捜査していた。
その後、同行に対しては東北財務局によって業務改善命令がなされるとともに、元行員は懲役3年、執行猶予4年の有罪判決を受けた。

### 業務改善命令
不祥事が相次いだにもかかわらず、抜本的な再発防止策がなされておらず、また内部監査機能も十分でないとして、同行は東北財務局から業務改善命令を受けた。同局はきらやか銀に対して、法令順守体制を確立した上で業務改善計画を提出し直ちに実行するよう求めたほか、四半期ごとに進ちょく状況の報告を求めることとした。

## その他

### 利息付与時期
普通預金・貯蓄預金とも、2月と8月の第2日曜日の翌営業日付となる。

## ギャラリー

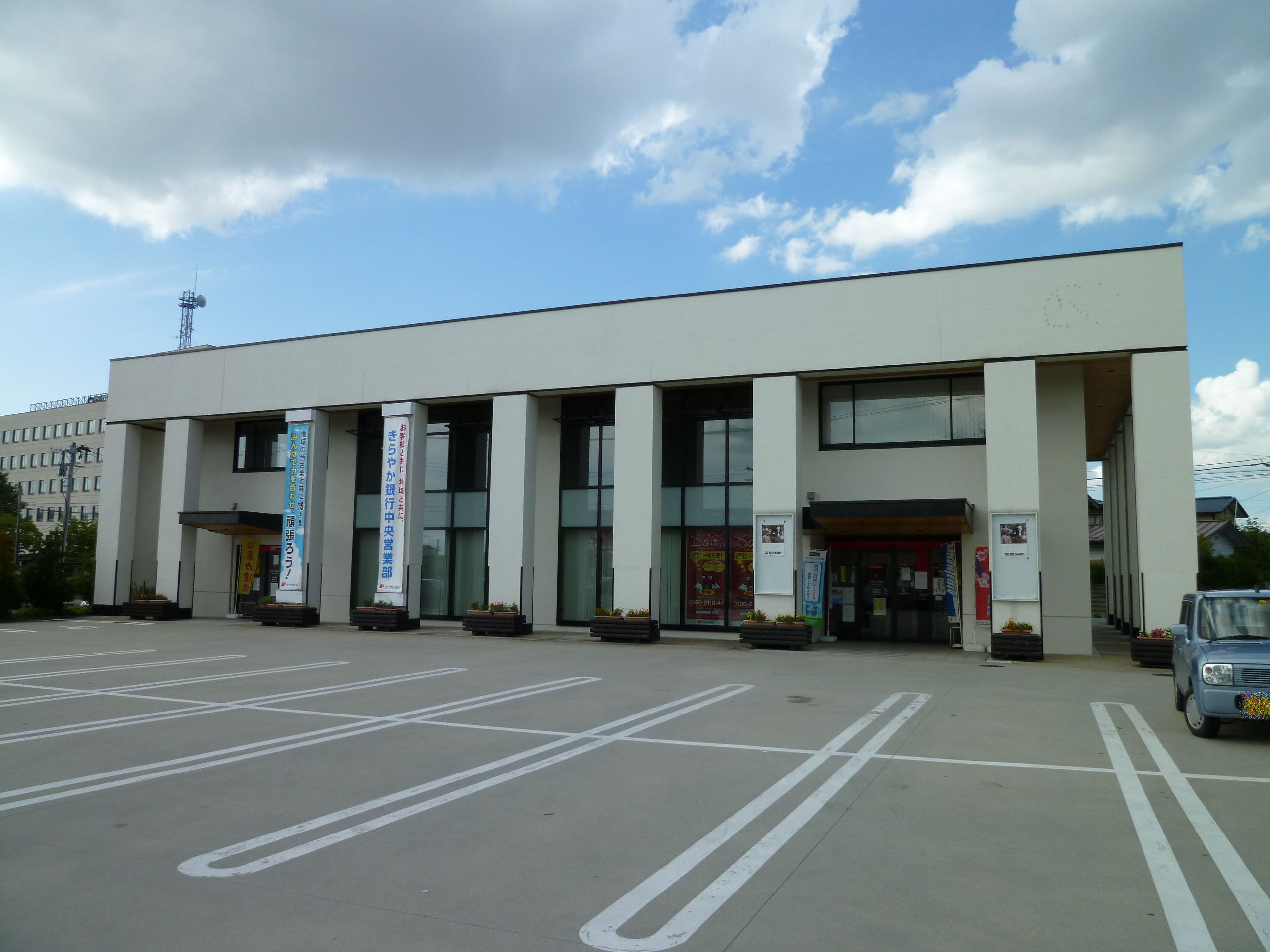
中央営業部 （山形市鉄砲町）
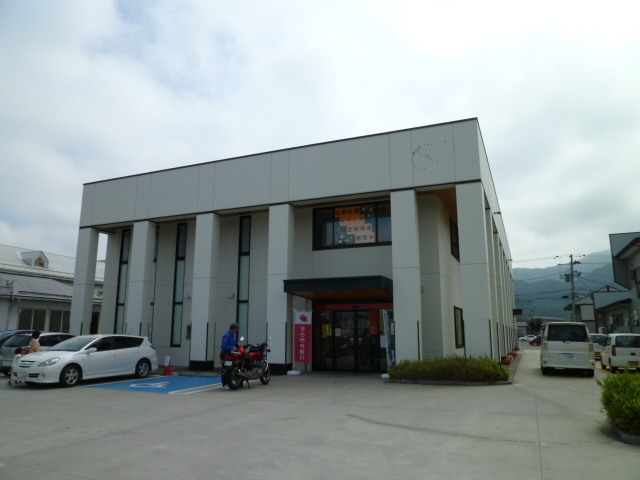
北営業部 （山形市大野目）
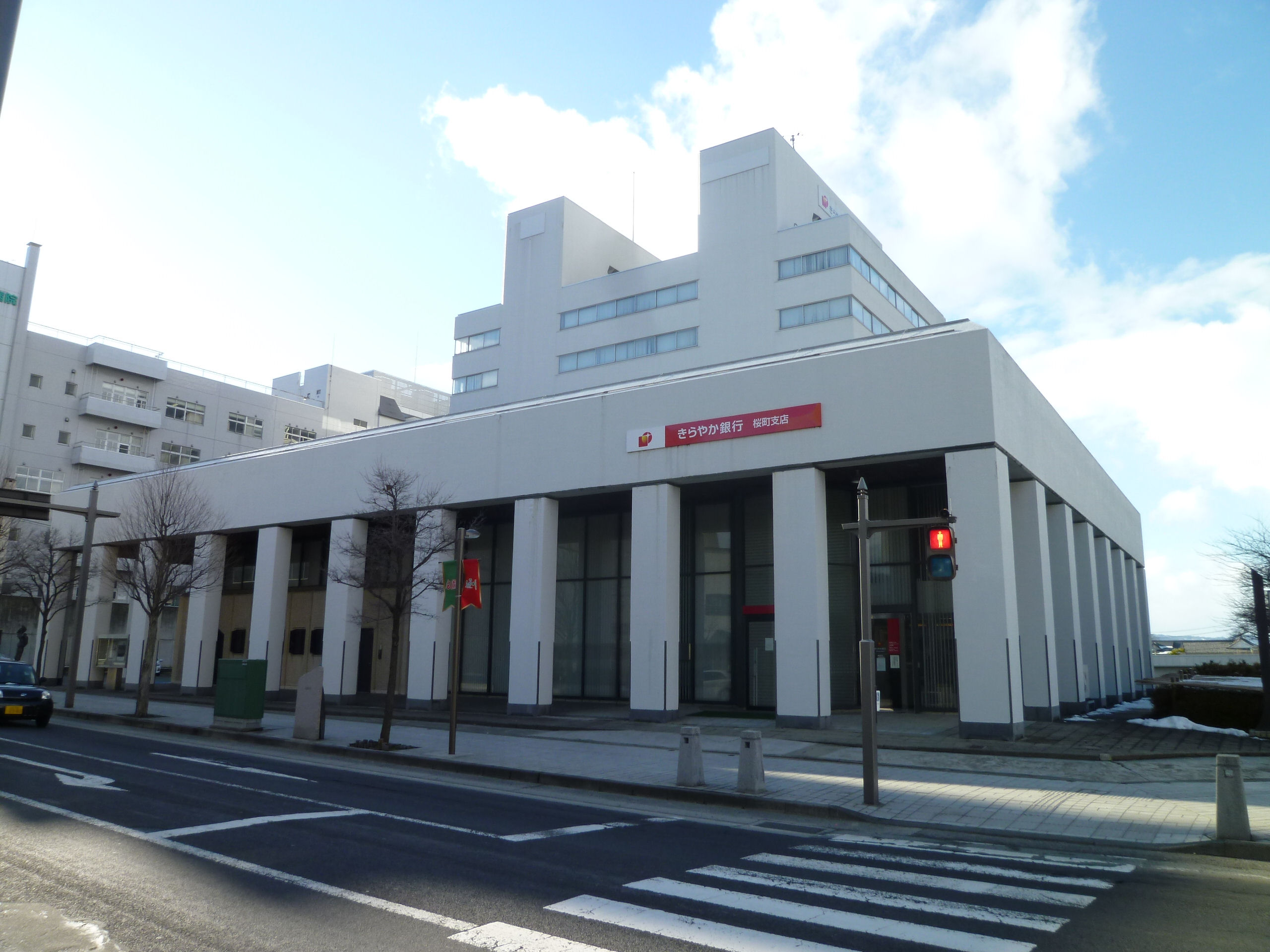
桜町ビル （山形市桜町、旧殖産銀行本店）
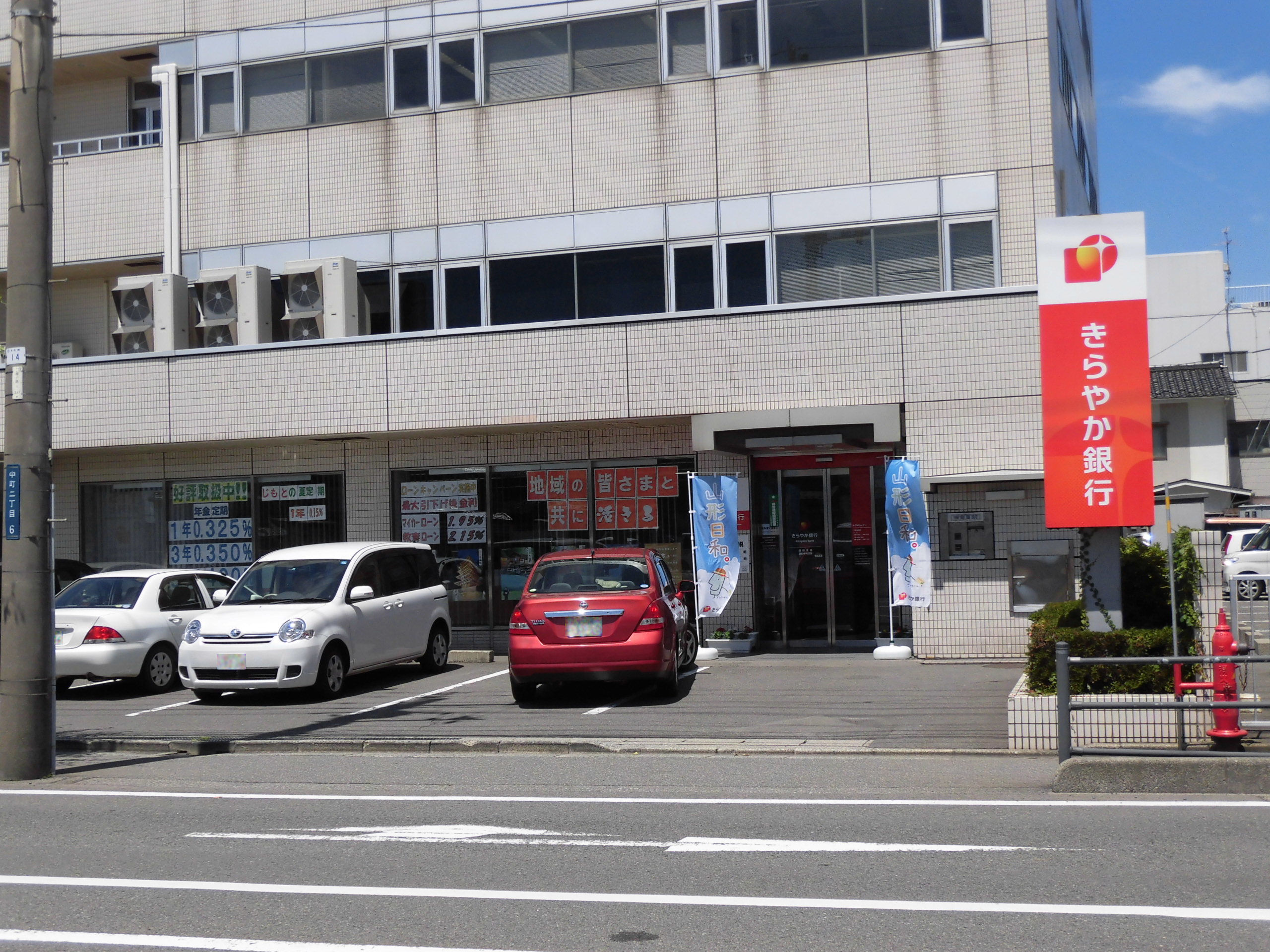
酒田支店
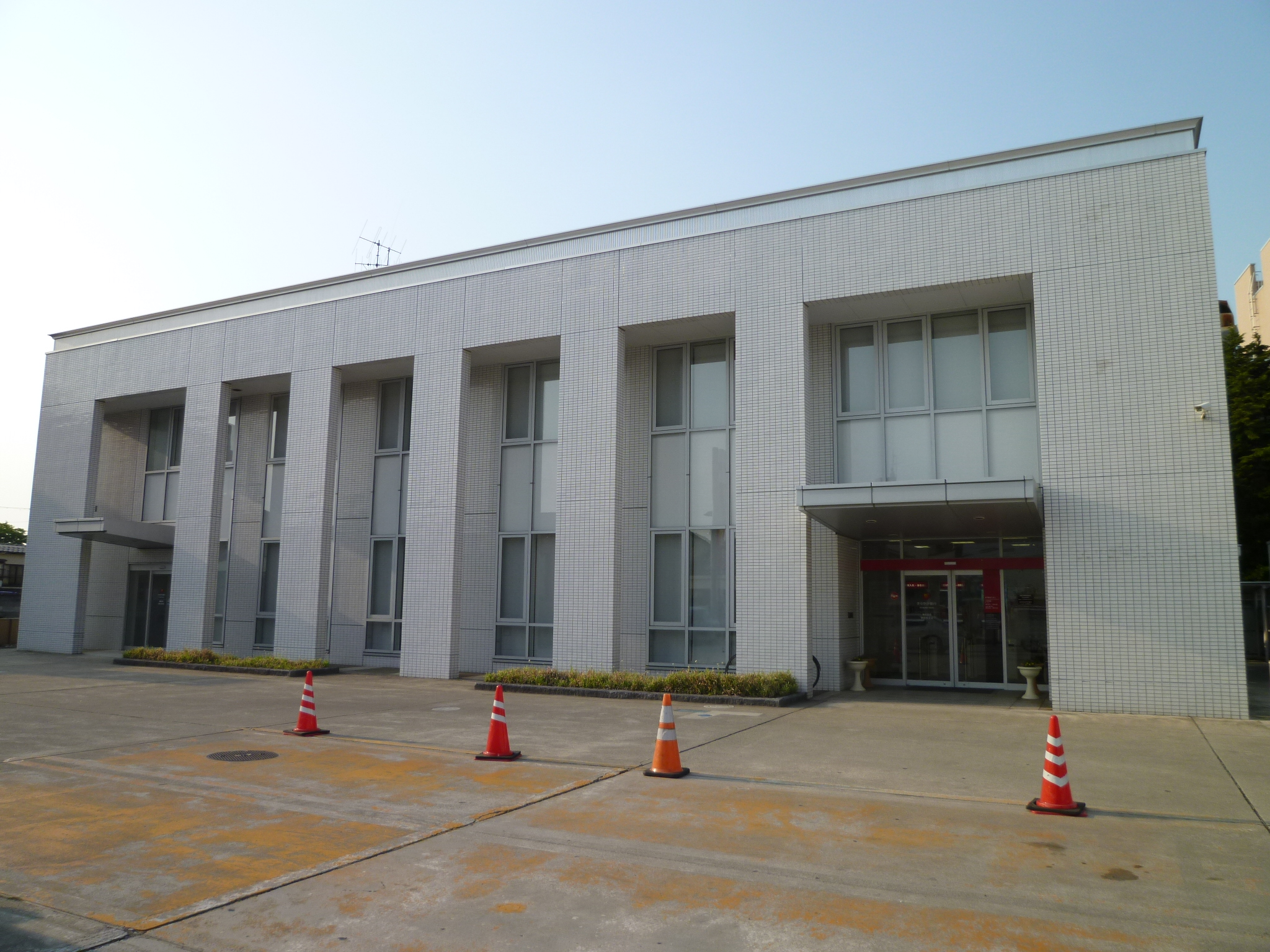
新庄支店

### 注
1. ↑  本支店・出張所。店舗数は実態店舗のみ。
2. ↑  じもとHD発足後に、既存の優先株を消却。新たに東日本大震災からの被災対応としての優先株を発行し、整理回収機構が引き受ける発行替えを実施している。
3. ↑  なお、ACROSS21は、きらやか銀行と福島銀行の同時離脱に伴い、運用停止。福島銀は、日本ユニシス（現・BIPROGY）が第二地銀向けに新たに構築する勘定系パッケージ（AlphAcross）へのリプレースを2015年5月7日に実施した。また大光銀行は、2014年1月に他システムにリプレースにより先行して離脱。